# Iconographie
Ne doit pas être confondu avec iconologie.

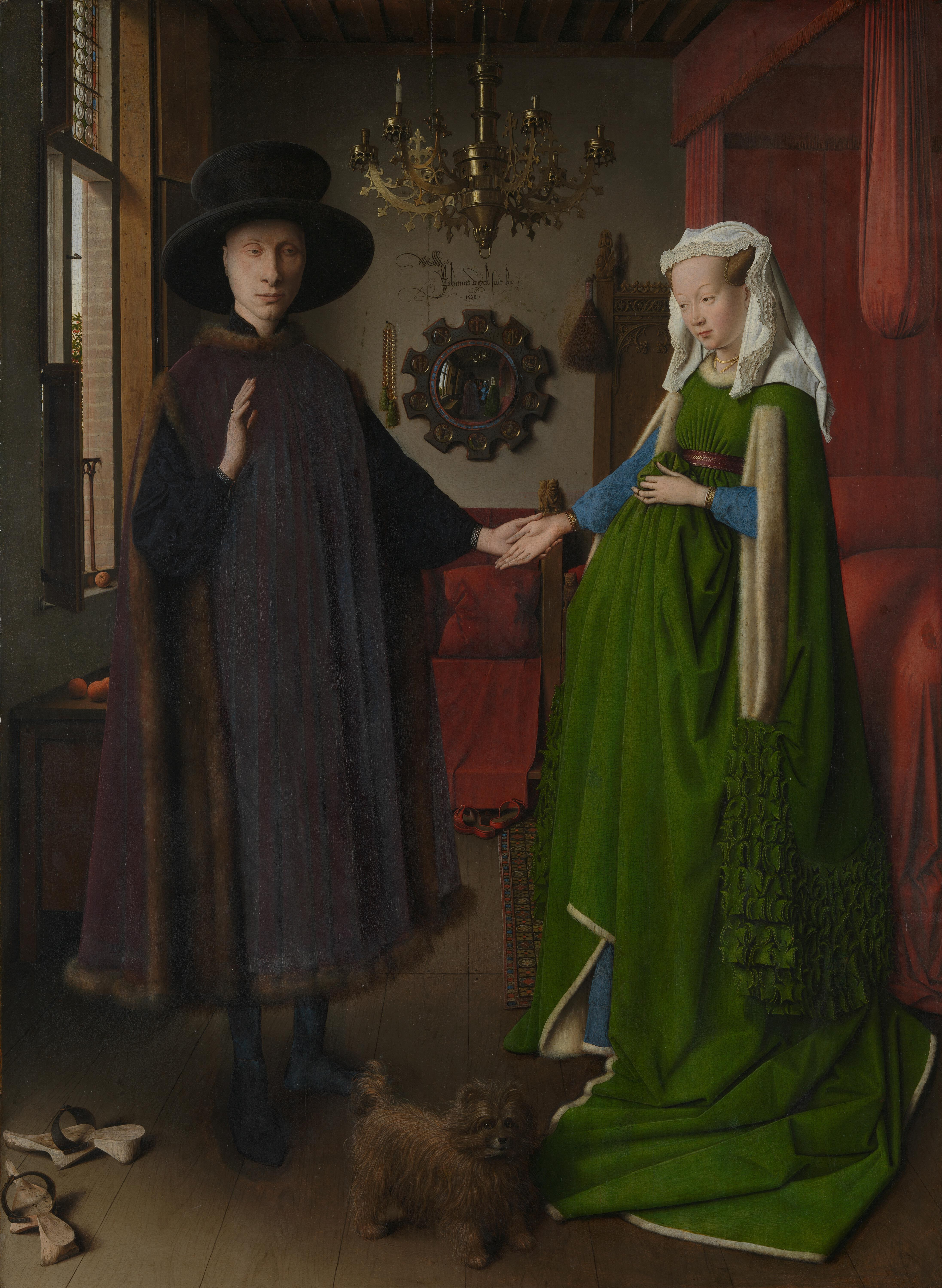
Les Époux Arnolfini, Jan van Eyck, 1434. Dans ce tableau Erwin Panofsky en 1953 décrit une série de détails symboliques qui connotent tous l'idée de mariage ("symbolisme caché")

L'iconographie est l'ensemble des représentations d'un même sujet ou autour d'un même thème dans les œuvres appartenant aux arts visuels. L'iconographie est aussi une branche de l'histoire de l'art qui étudie l'identification, la description et l'interprétation du contenu des images : les sujets représentés, les compositions et les détails particuliers utilisés pour le faire, et d'autres éléments qui sont distincts du style artistique.

## Histoire

### Définitions
En 1757, l'Encyclopédie de Diderot et d'Alembert donne la définition suivante du terme iconographie : « description des images ou statues antiques de marbre & de bronze, des bustes, des demi-bustes, des dieux pénates, des peintures à fresque, des mosaïques & des miniatures anciennes ».
La quatrième édition du Dictionnaire de l'Académie française (1762), reprend pratiquement la même formulation : « Description des images, des tableaux, &c. Il se dit particulièrement De la connaissance des monuments antiques, tels que les bustes, les peintures, &c. ». Cette association entre le mot iconographie et monuments antiques paraît toujours dans les éditions du dictionnaire au XXe siècle.
Mais dans la seconde édition du Dictionnaire de la langue française (1872-1877), s'y ajoute un second sens : « Collection de portraits d'hommes célèbres », que le dictionnaire de l'Académie reprend en l'élucidant : on parle d'iconographie à propos d'une collection de portraits d'une même personne, par exemple « l'iconographie de Marie-Antoinette ». Le terme se généralise pour embrasser une collection de représentations sur un même sujet (« iconographie napoléonienne »). S'y ajoute ensuite un troisième sens, celui de l'ensemble des illustrations accompagnant une parution.

### Exemples
Dans l'art
L'art, notamment religieux, qu’il soit perse, indien, égyptien, grec, romain, chinois, japonais ou précolombien, utilise des stéréotypes visuels qui permettent d'identifier les sujets représentés.
Les attributs des rois, des dieux, des héros, des personnifications allégoriques, leurs visages, leurs postures les rendent facilement reconnaissables, et se transmettent d'un artiste à l'autre. On parle alors rétrospectivement de l'iconographie de tel ou tel personnage.
Dans l'écrit
Dans les textes, l'iconographie consiste soit à fixer par écrit, de façon prescriptive, les représentations de tel ou tel sujet, par exemple dans un prix-fait, soit à faire l'inventaire encyclopédique de personnages stéréotypés, de postures, de costumes ou d'attributs, soit à interpréter la façon dont ces motifs s'articulent les uns avec les autres et prennent sens dans tel ou tel contexte. Le miroir, par exemple, peut être l'attribut de Vénus, de la femme élégante, de la prostituée, de la luxure, de la beauté, de la vanité ou de l'orgueil, de la vérité, de la connaissance de soi ou encore connoter la richesse d'un commanditaire à l'époque où le miroir est encore un objet de luxe rare et coûteux.

Iconographie de Jupiter
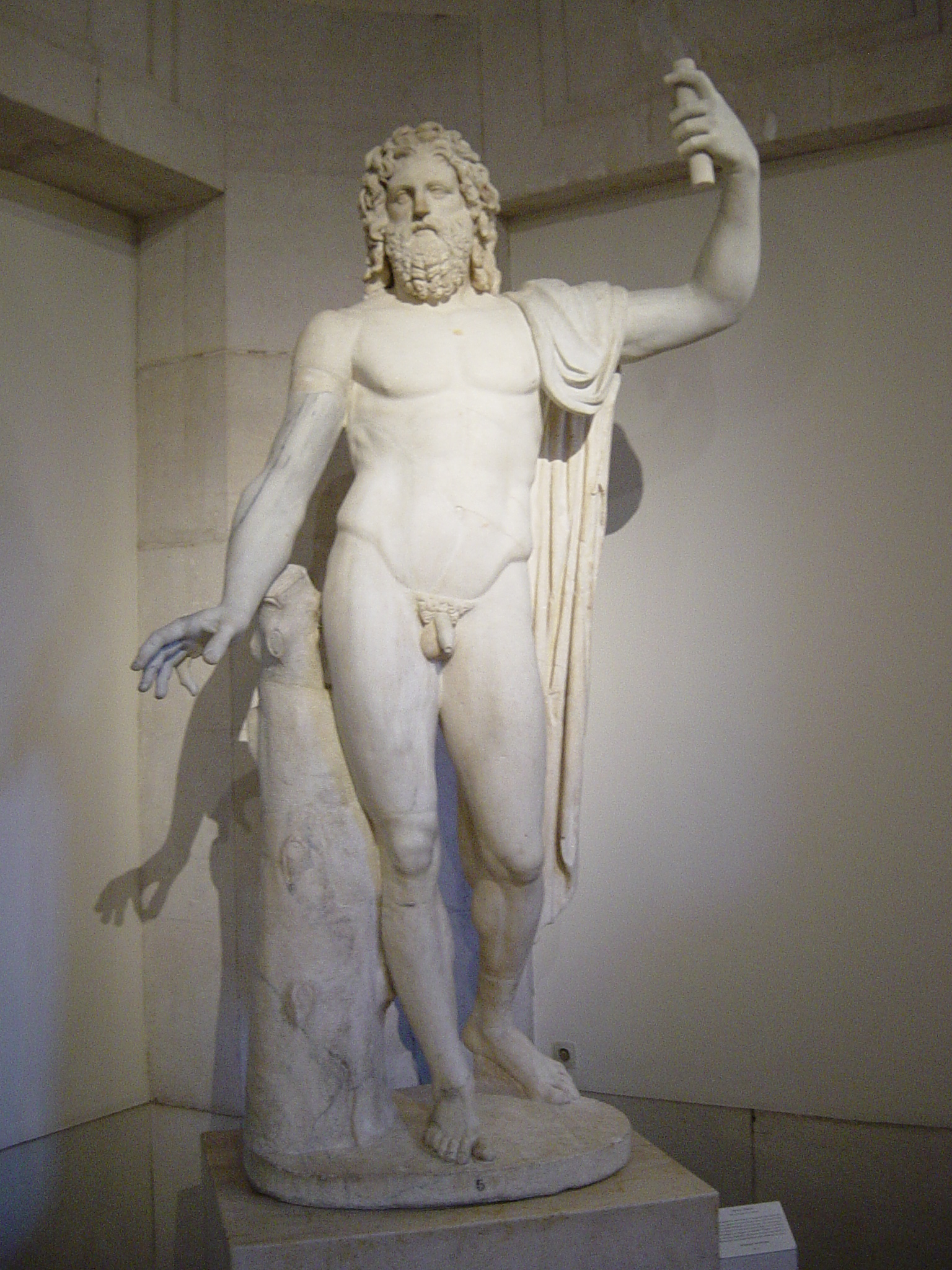
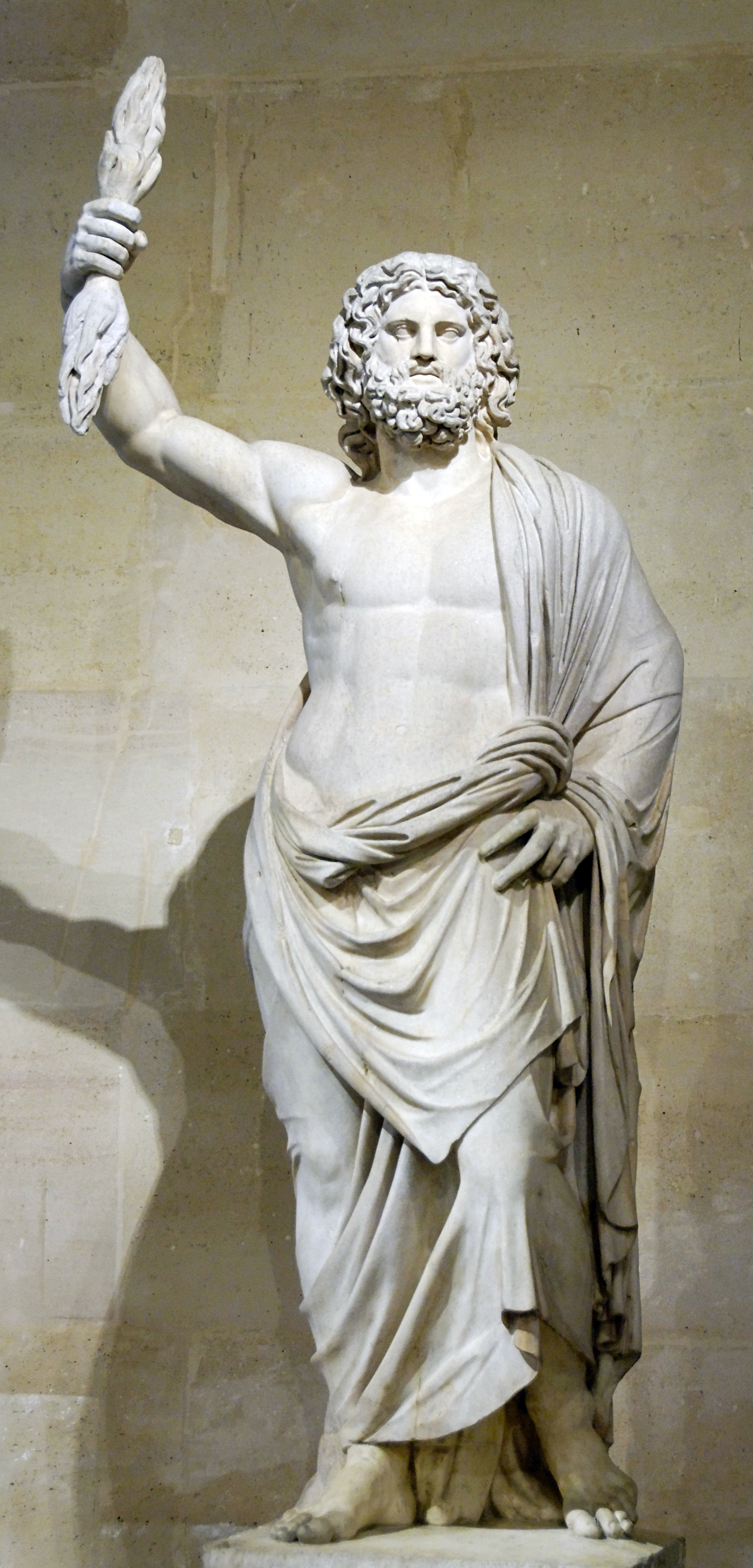
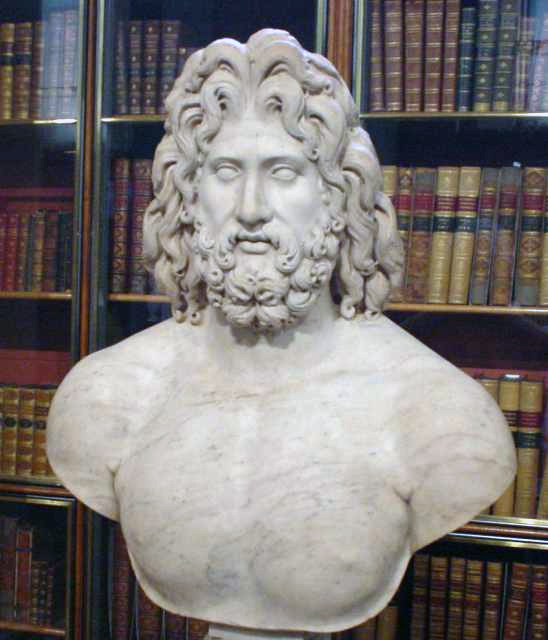

Autres iconographies mythologique et religieuses
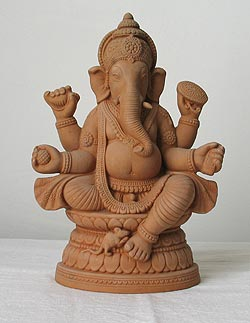
Ganesh (panthéon indien) sa tête d’éléphant et ses multiples bras
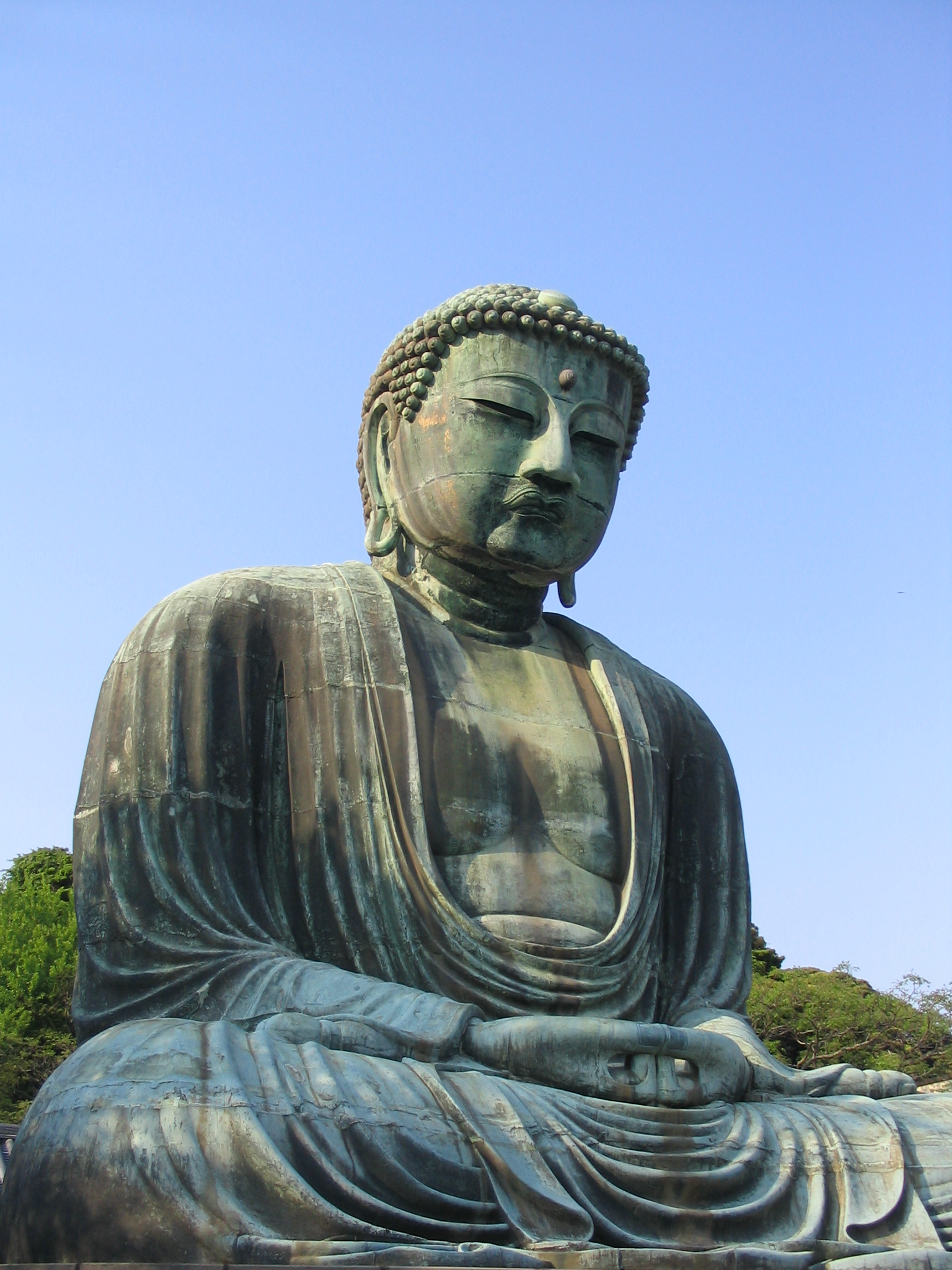
Buddha reconnaissable à sa posture et à sa coiffure
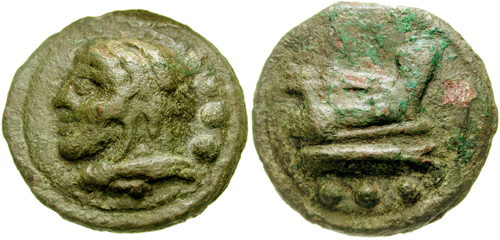
Hercule (mythologie gréco-romaine), et sa peau de lion

Iconographie de la justice (Thémis) avec ses attributs, le glaive et la balance
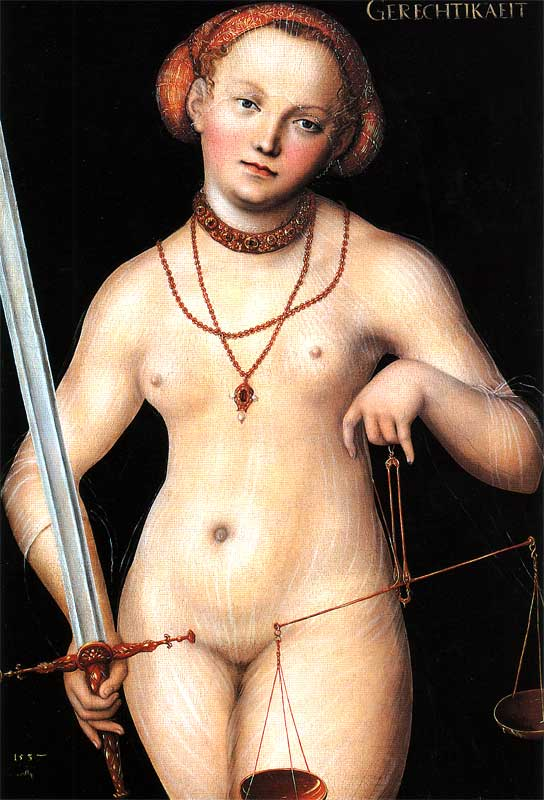
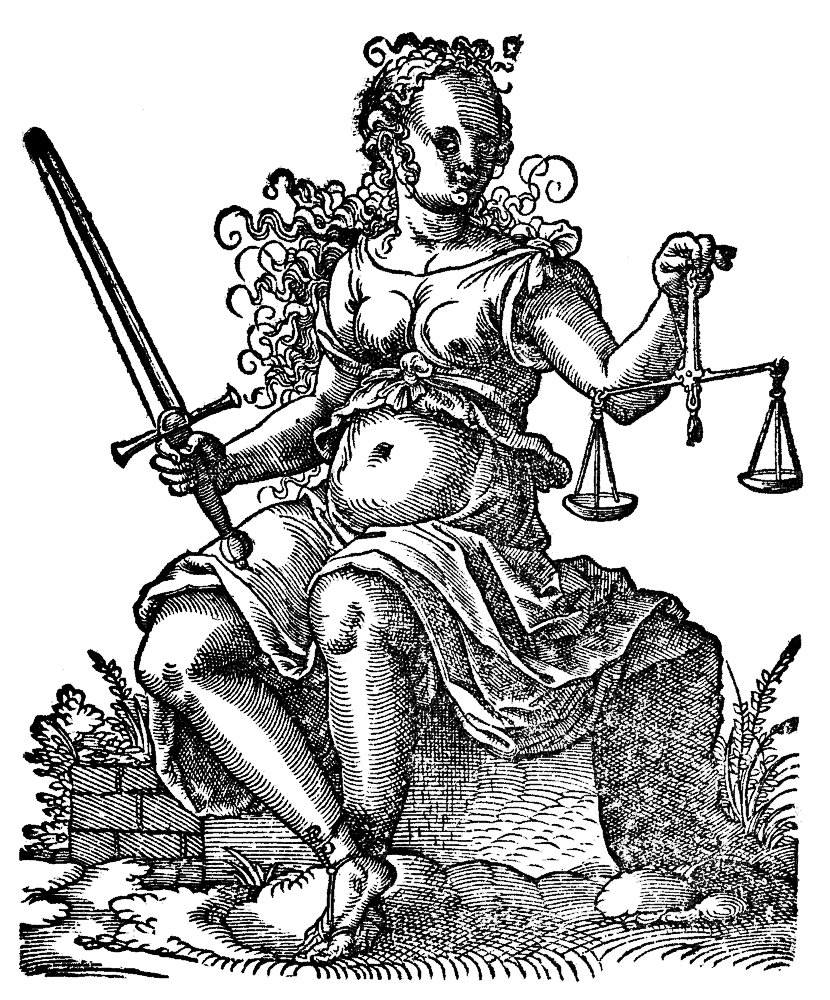

### Iconologie et iconographie

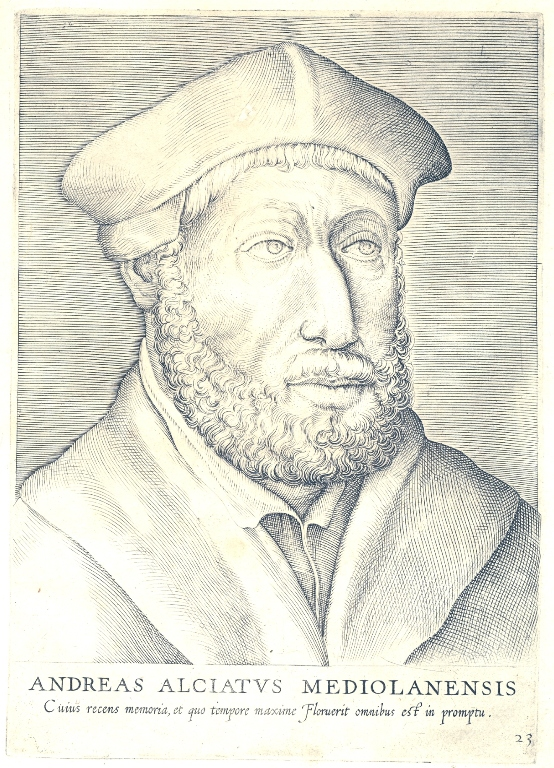
Andrea Alciato (1492-1550)

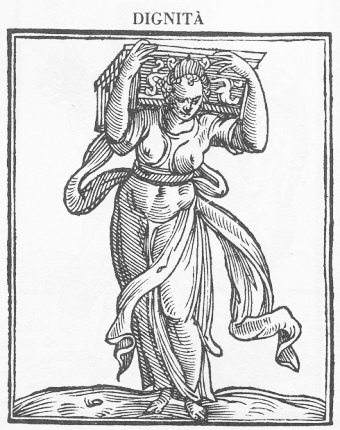
Allégorie de la Dignité, Cesare Ripa (1555-1622)

L'iconographie des œuvres de la Renaissance, notamment celles des « peintres érudits », devient plus complexe en raison de l'engouement des humanistes pour les motifs ésotériques. L'intérêt pour les hiéroglyphes, lié à la découverte du manuscrit d'Horapollon en 1419, qui circule sous forme de copies manuscrites avant d'être édité en 1505 par Alde Manuce, inspire en Italie toute une série d'ouvrages littéraires savants, rapidement traduits dans d'autres langues européennes, comme le Songe de Poliphile, roman ésotérique de Francesco Colonna paru en 1499, ou Hieroglyphica de Jan-Pierus Valerian. Les peintres du nord de l'Europe, tel Lambert Lombard, font connaître ces motifs hiéroglyphiques hors de l'Italie, tandis que les humanistes européens, comme Willibald Pirckheimer pour l'Allemagne, traduisent en langues vernaculaires les Hiéroglyphes d'Horapollon.
Albrecht Dürer illustre d'ailleurs l'ouvrage de Pirckheimer de ses dessins. Le XVIe siècle voit se multiplier les succès de librairie avec des livres d'emblèmes comme celui d'André Alciat.

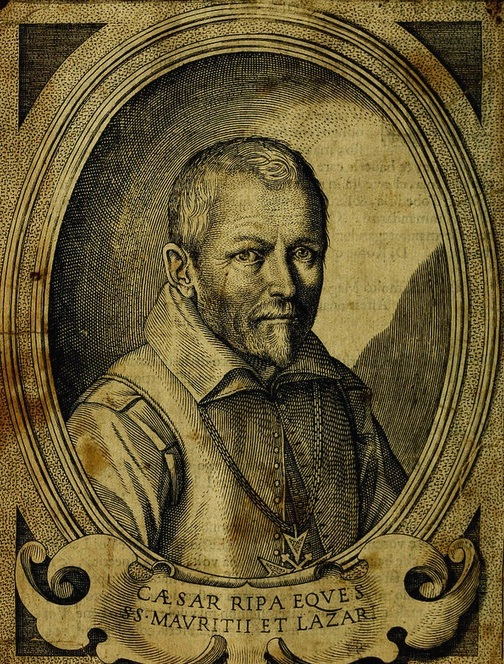
Cesare Ripa (1555-1622), portrait en "Della novissima iconologia di Cesare Ripa perugino", 1624

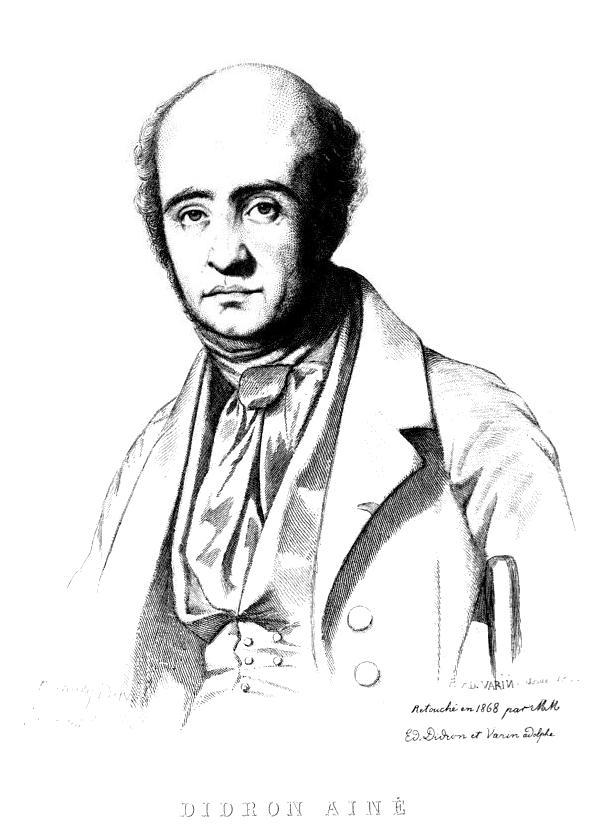
Adolphe Napoléon Didron (1806-1867)

Le mot « iconologie » apparaît alors avec l'ouvrage de Cesare Ripa, Iconologia, paru en 1593. La préface de l'édition anglaise de 1709 explique que les Égyptiens ont été les premiers à exprimer les notions abstraites en images, et que les Grecs et les Romains leur ont emboîté le pas. L'iconologie se propose non seulement de décrire, comme l'iconographie, mais d'interpréter les images et les symboles en révélant leur dimension ésotérique pour en donner le sens moral. La portée de ces textes est immense sur tous les arts visuels, peinture, sculpture, ornements, théâtre ou mises en scène de fêtes publiques à partir du XVIe siècle.
L'ouvrage de Cesare Ripa notamment demeure longtemps très influent, comme en témoigne la parution en 1768 d'une Nouvelle iconologie historique ou attributs hiéroglyphiques... dédiés aux artistes de l'ornemaniste Jean-Charles Delafosse (1734-1789), figure capitale du style Louis XVI.
La quatrième édition du dictionnaire de l'Académie de 1762 distingue nettement iconographie et iconologie, dont elle donne la définition suivante : « Interprétation, explication des images, des monumens antiques ».
En 1791 paraît encore une Iconologie par figures ou traité complet des allégories, emblèmes c. ouvrage utile aux artistes aux amateurs, et pouvant servir à l'éducation des jeunes personnes, de Gravelot et Cochin, qui reprend la dimension didactique désormais associée au terme iconologie.

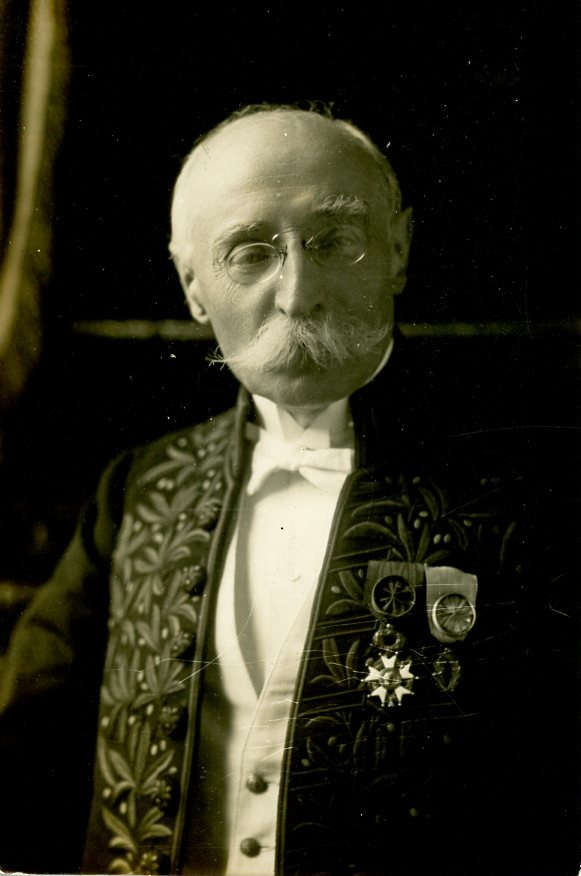
Émile Mâle (1862-1954) comme membre de l'Académie française

Mais au XVIIIe siècle l'Histoire de l'art, dont Johann Joachim Winckelmann est le pionnier, va adopter une perspective nouvelle qui influence les recherches des artistes et des critiques.
Il ouvre ainsi la voie à Gotthold Ephraim Lessing. Dans son Laocoon (1776), celui-ci critique vivement le postulat qui sous-tendait iconographie et iconologie, selon lesquelles arts plastiques et poésie fonctionnaient de la même manière dans leur rapport à une image essentiellement symbolique, Ut pictura poesis.

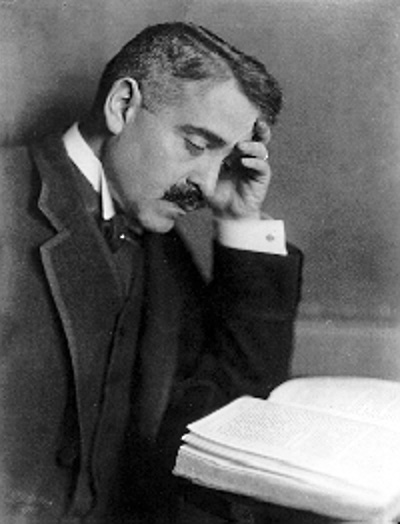
Aby Warburg (1866-1929)

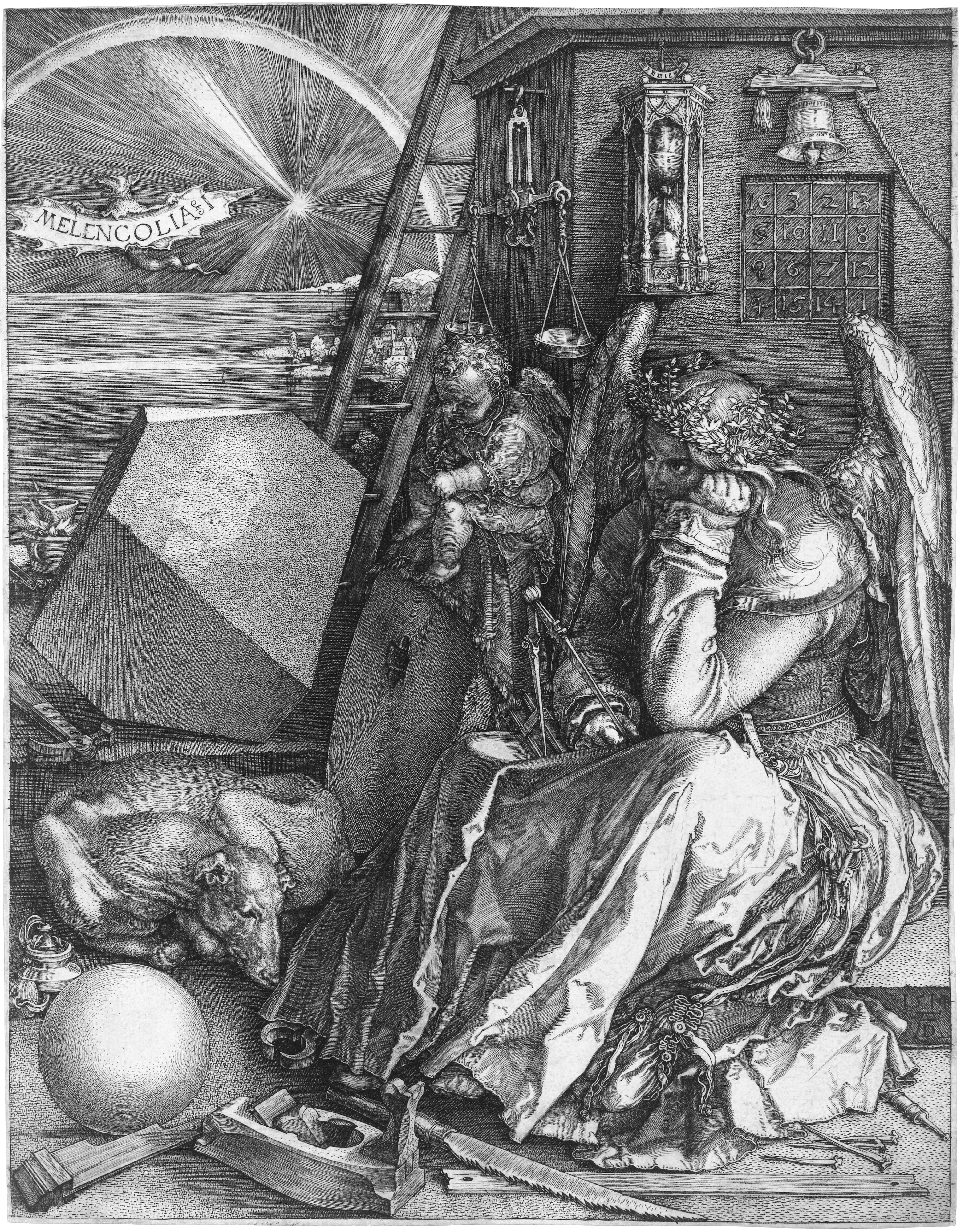
Melencolia, 1514, gravure d'Albrecht Dürer

Le XIXe siècle voit donc le déclin de l'engouement pour l'iconologie chez les critiques d'art et les artistes. La "rhétorique de l'image", savante, érudite, pétrie de culture antique, n'est plus au centre des préoccupations des peintres soucieux d'innover, et ne retrouvera jamais la même importance.

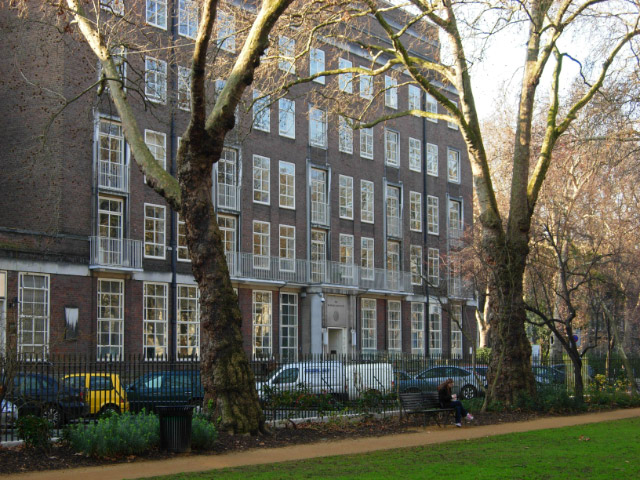
L'Institut Warburg (Londres), fondé par Aby Warburg, conservant sa bibliothèque, qui comprenait 80000 ouvrages

Elle demeure néanmoins capitale pour la compréhension des œuvres passées, et dès le XIXe siècle, le terme iconographie apparaît dans de nombreux textes consacrés à l'étude de l'art chrétien médiéval, le plus influent étant peut-être l' Iconographie chrétienne d'Adolphe Napoléon Didron sur lequel s'appuiera ensuite Émile Mâle. 

### XXesiècle
Dans la première moitié du XXe siècle, Aby Warburg va apporter une contribution méthodologique importante à l'analyse des œuvres d'art, qui aura pour effet de ranimer l'intérêt des historiens pour l'iconographie et l'iconologie.
L'approche prônée par Warburg ne s'intéresse pas à la dimension esthétique de l'œuvre d'art et ne se limite pas aux images religieuses, mais fait appel notamment aux textes pour identifier les sujets représentés et interpréter le sens des représentations. Dans cette acception, l'iconographie s'intéresse à toutes les images, qu'elles soient profanes ou sacrées, œuvres d'artistes reconnus ou gravures populaires.
La discipline se développe rapidement, s'appuyant de nouveau sur la connaissance des stéréotypes visuels pour identifier les représentations.
Dans Saturne et la mélancolie, par exemple, Raymond Klibansky, Erwin Panofsky, et Fritz Saxl étudient le thème de la mélancolie en confrontant les représentations de Saturne (mythologie) et de la mélancolie aux textes poétiques, scientifiques ou philosophiques qui traitent du sujet.
L'iconographie des thèmes humanistes dans les arts plastiques peut dès la Renaissance s'appuyer sur les livres d'emblèmes, ou sur l'Iconologia de Cesare Ripa, véritable encyclopédie iconographique. Celui-ci inspire d'ailleurs le titre d'un des ouvrages de l'historien d'art Erwin Panofsky.
Cependant, l'ambition et la complexité iconographique de certaines œuvres rendent leur interprétation difficile. Les ressources textuelles utilisées alors par les spécialistes de l'iconographie vont du prix-fait conclu entre l'artiste et son commanditaire aux textes religieux, poétiques, philosophiques ou scientifiques qui ont pu l'inspirer.
Panofsky, Fritz Saxl, Ernst Gombrich et en général les chercheurs qui travaillent en liaison avec l'Institut Warburg (Hambourg) ou l'Institut Courtauld (Londres) développent les pistes ouvertes par les travaux d'Aby Warburg.
Il existe une certaine confusion entre les termes « iconographie » (plus utilisé en français) et « iconologie » (plus usité chez les auteurs anglophones). Erwin Panofsky donne une définition du second dans Essais d'Iconologie, mais il admet dans d'autres textes que la distinction n'est pas essentielle, et les deux termes sont souvent utilisés comme synonymes.

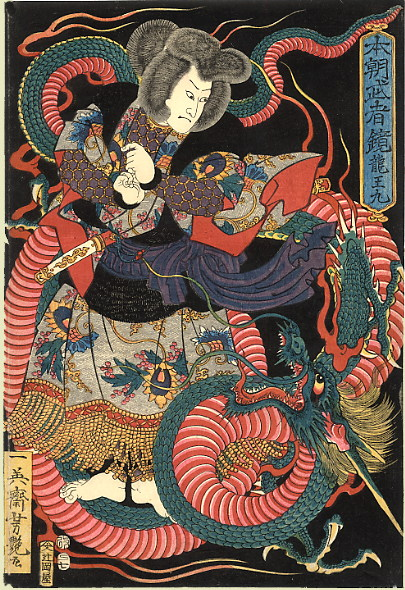
L'iconographie du dragon oriental est vermiforme. Elle diffère énormément des représentations de la civilisation occidentale. Ry^uômaru 龍王丸, de la série "Miroir des guerriers de l'empire du Japon" 本朝武者鏡 honchô musha kyô. Estampe par Yoshitsuya Ichieisai — Japon, années 1860.

## Iconographie religieuse

### Christianisme
Dans l'orthodoxie orientale, l'Église a établi un ensemble étendu de règles et de directives à respecter lors de la représentation figurative des saints ou personnages bibliques. Puisque les icônes communiquent la vérité théologique, on y porte le même soin qu'en composant une doctrine ou un dogme.
Les théologiens orthodoxes orientaux trouvent souvent utile de se référer à une icône particulière, tout comme en se référant à un document écrit par un théologien ou d'un concile.
Le plus souvent, les moines ont la responsabilité de l'écriture des icônes.
Un saint doit être canonisé par un synode des évêques avant que les icônes du saint puissent être écrites et vénérées.
L'iconographie est historique puisqu'elle présente des personnages et des scènes, allégorique puisqu'elle rappelle les données de la Foi, morale puisqu'elle donne des leçons et des exemples de comportement.

## Iconographie profane
L’iconographie profane s’intéresse aux représentations dans l’art des dieux olympiens et de leurs mythes, des héros de la mythologie, des sujets littéraires et historiques, des allégories et des personnifications. Les artistes se sont souvent inspirés des mythes racontés par Ovide, poète latin du Ier siècle av. J.-C. dans Les Métamorphoses. Par exemple, le tableau du Titien représentant Diane et Actéon en 1559, le tableau de Rubens représentant Persée délivrant Andromède vers 1622 ou encore la sculpture du Bernin représentant Apollon et Daphné en 1622-25.

## Iconographie cinématographique
Dans le domaine du cinéma, le terme « iconographie » désigne des accessoires et décors qui signifient plus que ce qu'ils montrent. On parle aussi de « conventions imagées ».

#### Étude des icônes, art religieux
Bibliographie sommaire
- François Boespflug & Nicolas Lossky (dir.), Nicée II, 787-1987. Douze siècles d'images religieuses, Paris, 1987.
- Louis Bréhier, L’Art chrétien, son développement iconographique des origines à nos jours, Paris, Renouard, 1918.
- Éliane & Régis Burnet, Pour décoder un tableau religieux, Paris, Cerf, 2006
- Gaston Duchet-Suchaux (dir.), L'Iconographie : Études sur le rapport entre textes et images dans l'Occident médiéval, Le Léopard d'or, coll. « Cahiers du Léopard d'or, 10 », Paris, 2001.
- André Grabar, Les Voix de la création en iconographie chrétienne, Flammarion, Paris, 1979.
- Émile Male, L’Art religieux au XIIIe siècle en France, Paris, 1898.
- Émile Male, L’Art religieux de la fin du Moyen Âge en France, Paris, 1908.
- Émile Male, L’Art religieux au XIIe siècle en France, Paris, 1922.
- Erwin Panofsky, L'œuvre d'art et ses significations. Essais sur les arts visuels, trad. fr., Paris, 1969.
- Louis Réau, Iconographie de l'art chrétien, PUF, Paris, 1955-1959, 3 tomes, 6 vol.
- Frédérick Tristan, Les Premières images chrétiennes. Du symbole à l'icône, Fayard, Paris, 1999.

#### Iconographie ou Iconologie
- Jérôme Baschet, L’iconographie médiévale, Gallimard, 2008.
- (de) Ekkerhard Kaemmerling (dir.), Bildende Kunst als Zeichensystem. Ikonographie und Ikonologie, Cologne, 1980.
- Lexicon Iconographicum Mythologiae Classicae (LIMC), Artemis Verlag, 1981-2009 [Lexique de l'iconographie de la mythologie antique].
- (en) Erwin Panofsky, Studies in Iconology. Humanistic Themes in the Art of the Renaissance, Oxford, 1939.
- (fr) Erwin Panofsky, Essais d'iconologie : Thèmes humanistes dans l'art de la Renaissance, Paris, 1967.
- Cesare Ripa, Iconologie, première édition Iconologia (1593), traduction française rééditée en 1989  (ISBN 2-90505-373-9).
- (de) Roelof Van Straten, Einführung in die Ikonographie, Berlin, 1985.
- Aby Warburg, « Art italien et astrologie internationale au palais de Schifanoia à Ferrare (1912) », dans Symboles de la Renaissance, vol. 2, Paris, 1982, p. 40-52.